# Умм Аль-Кірам
Умм аль-Кірам бінт аль-Мутасім ібн Сумадіх (араб. أم الكرام بنت المعتصم ابن صُمادح, кінець ХІ століття) — принцеса та андалузька поетеса, донька Абу Ях'ї Мухаммада бен Мана, аль-Мутасіма, володаря Альмерійської тайфи (що нині відповідає провінції Альмерія, Андалусія, Іспанія).
Належачи до династії Бану Сумадіх, вона мала трьох братів, двоє з яких також були поетами: Раф ад-Даула та Убайдаллах.
Ібн Ідарі стверджує, що розум принцеси був настільки дивним, що батько виховував її разом з братами,  і вона перевершила всіх у мистецтві поезії. Цей автор посилається на єдині літературні твори, які залишилися від принцеси, любовні вірші, присвячені ас-Самару, євнуху надзвичайної краси, що походить з Денії, який брав участь в управлінні королівством, що дозволяло йому бути поруч з принцесою. Коли володар Абу Ях'я, батько Умм аль-Кірам, дізнався про їхній роман, він наказав убити євнуха.
Її найвідоміший вірш такий:
|  | О, друзі, яке це диво - кохання палке. тож не для того, щоб бути знищеним, разом з Місяцем, ніч з найвищих небес на землю. Моя пристрасть полягає в тому, що я люблю так. Якби ми розлучилися, серце моє за ним би пішло. О, якби я знала. Якщо є спосіб бути наодинці вдвох які не досягають вух шпигуна. Як чудово. Я хочу бути наодинці з моїм коханим. Щоб він жив у мені – у серці й думках. |

## Подальше читання
- Jumʿa, A.K. (2001). Nisāʾ min al-Andalus [Women from al-Andalus]. Damascus: Al-Yamāma Publishing and Distribution Co.